# Bibio bidentata
Bibio bidentata är en tvåvingeart som först beskrevs av Charles Joseph de Villers 1789.  Bibio bidentata ingår i släktet Bibio och familjen hårmyggor.
Artens utbredningsområde är Frankrike. Inga underarter finns listade i Catalogue of Life.